# Atemfrequenz
Die Atemfrequenz (oder Atmungsfrequenz) gibt die Anzahl der Atemzüge innerhalb einer bestimmten Zeitspanne, üblicherweise einer Minute, an.

## Definition
Die Atemfrequenz ist die Häufigkeit der Atemzyklen pro Zeitspanne, gemessen wird zumeist die Anzahl von Atemzügen pro Minute (AZ/min). Als Atemzug wird die Einatmungsphase (Inspiration) eines Atemzyklus bezeichnet, der die Ausatmungsphase (Exspiration) folgt. Das dabei jeweils eingeatmete Volumen an Atemluft kann verschieden sein; das Atemminutenvolumen ist das Produkt aus Atemfrequenz und durchschnittlichem Atemzugvolumen.
Die Atemfrequenz ist einer von mehreren Vitalparametern, denen bei der Erfassung und Überwachung von Patienten in Kliniken, vor allem im Rahmen der Intensivmedizin, eine entscheidende Bedeutung zukommt. Im Englischen wird die Atemfrequenz auch als Respiratory Rate (RR) bezeichnet.

## Normaler Bereich
Der normale Bereich der Atemfrequenz in Ruhe beträgt bei Menschen abhängig von Alter:
- Geburt bis 6 Wochen: 30–40 Atemzüge pro Minute
- 6 Monate: 25–40 Atemzüge pro Minute
- 3 Jahre: 20–30 Atemzüge pro Minute
- 6 Jahre: 18–25 Atemzüge pro Minute
- 10 Jahre: 17–23 Atemzüge pro Minute
- Erwachsene: 15–18 Atemzüge pro Minute
- 50 Jahre: 18-25 Atemzüge pro Minute
- über 65 Jahre: 12–28 Atemzüge pro Minute
- über 80 Jahre: 10-30 Atemzüge pro Minute

Unter Belastung erhöht sich der Wert beim Erwachsenen auf bis zu 40-50 Atemzüge pro Minute.
Zum Vergleich: Atemfrequenz bei Tieren (in Ruhe)
- Hund: 10 bis 40 Atemzüge pro Minute
- Pferd: 6 bis 16 Atemzüge pro Minute

Eine zu hohe Atemfrequenz wird als Tachypnoe bezeichnet, eine zu geringe dagegen als Bradypnoe.

## Atemfrequenz als Einstellparameter in der Beatmungstechnik
Die Atemfrequenz ist in der Beatmungstechnik einer der wichtigsten einzustellenden Parameter. Bei Neugeborenen müssen sehr hohe Atemfrequenzen erzeugt werden, bei erwachsenen Patienten weniger hohe. In der Regel gelten in der Humanmedizin folgende Einstellungen:
| Alter        | Atemzüge pro Minute |
| ------------ | ------------------- |
| Frühgeborene | 50–70               |
| Neugeborene  | 40–45               |
| Säugling     | 30–40               |
| Kleinkind    | 20–30               |
| Kind         | 16–25               |
| Erwachsene   | 12–18               |

## Abweichungen von normaler Atemfrequenz
Zu hohe oder zu niedrige Atemfrequenz kann zu kritischen Situationen führen. Bei einer hohen Frequenz und gleichzeitig vertiefter Atmung kommt es zu einem Abfall der Kohlendioxidkonzentration im Blut (siehe Hyperventilation). Bei hohen Atemfrequenzen, verbunden mit einer „flachen“ Atmung, kann es zu einer vornehmlichen Belüftung des Totraums im Atemsystem kommen (Hypoventilation). Da diese Bereiche aber nicht am Gasaustausch mit dem Blut beteiligt sind, sinkt die Sauerstoffkonzentration im Körper ab und die Konzentration von Kohlenstoffdioxid steigt an. Eine dauerhafte Hypoxie (Abfall der Sauerstoffsättigung) oder eine erhöhte Blut-CO2-Konzentration, kann zu erheblichen Gewebeschäden führen. Demzufolge besteht bei Atemfrequenzen in Ruhe von über 40 pro Minute für Erwachsene bereits eine Indikation zur künstlichen Beatmung.
Zu niedrige Atemfrequenz führt zu ähnlichen Phänomenen; es ist keine ausreichende Anreicherung des Blutes mit Sauerstoff möglich und die Abatmung von CO2 ist nicht mehr genügend gewährleistet. Es kommt zu einer Kohlenstoffdioxidnarkose (CO2-Narkose).
Daher ist eine kontinuierliche Überwachung der Sauerstoffsättigung und eine regelmäßige Kontrolle des CO2-Gehaltes (siehe Blutgasanalyse) des Blutes während der Beatmung notwendig.